# Greektown (Chicago)
Greektown ist ein Stadtviertel von Chicago, es existiert als Greektown in dieser Lage erst seit 1960.

## Geschichte

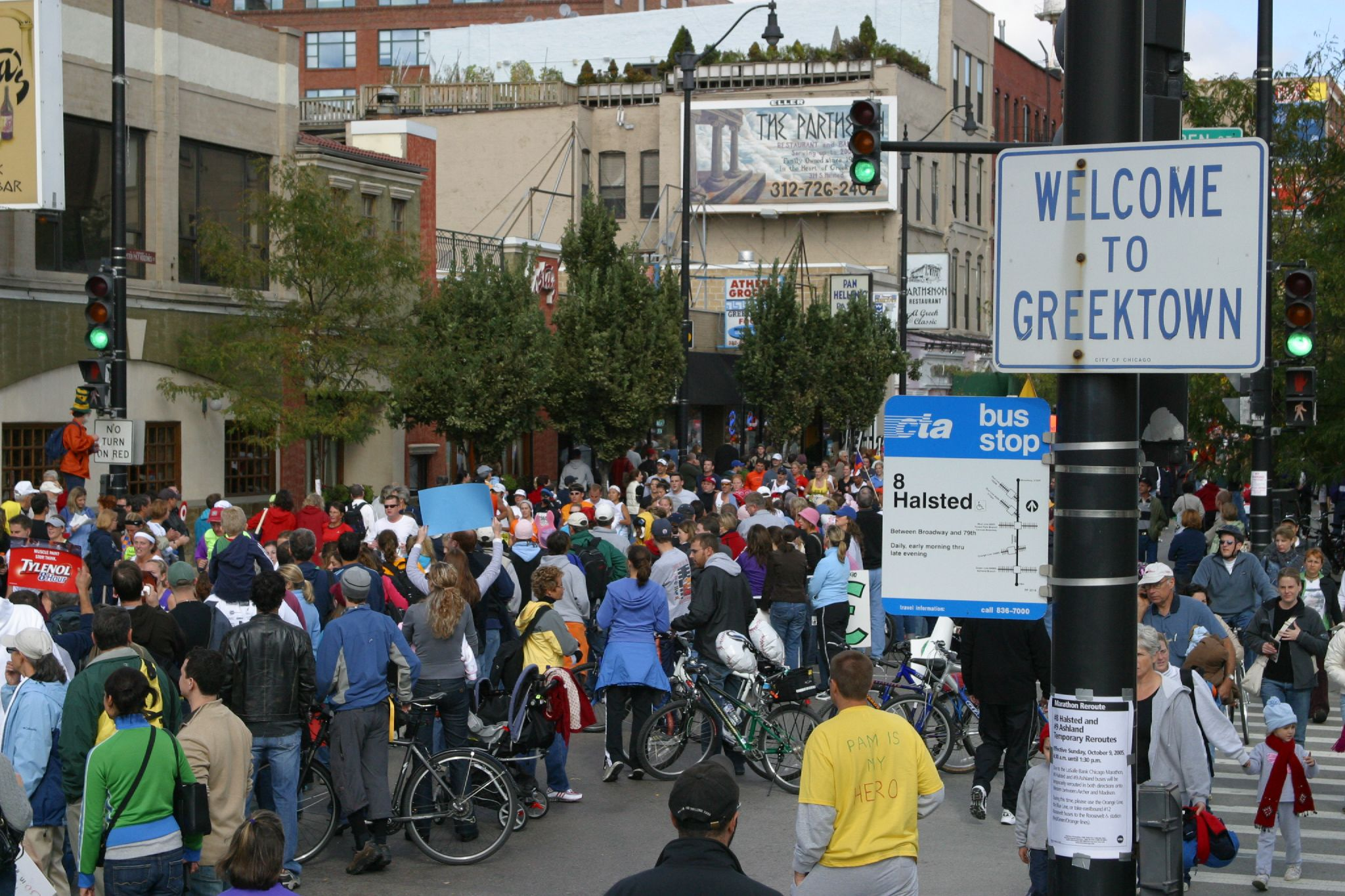
Die Halsted Street in der Greektown

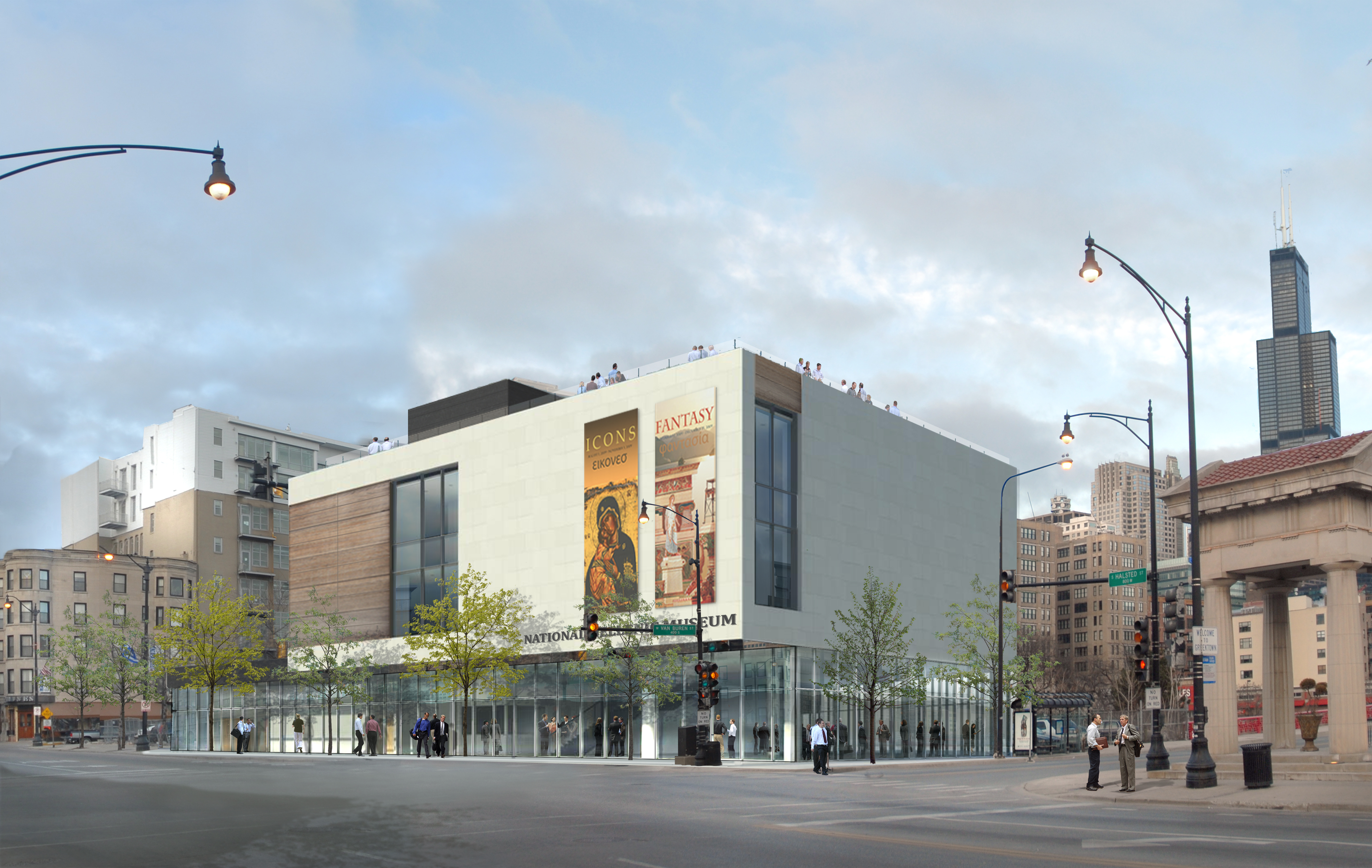
Das „National Hellenic Museum“ dokumentiert die Geschichte der griechischen Migration in die USA

Nachdem die ersten Griechen um 1840 nach Chicago zogen, konzentrierte sich die Griechische Diaspora in einem Viertel, das nach der Form und dem griechischen Buchstaben „The Delta“ genannt wurde. Neben Pilsen und Little Italy war es eines von drei ethnischen Viertel in der Stadt. Der Bau des Campus der University of Illinois at Chicago und einer Schnellstraße zwangen zum Umzug, 1960 wurde die neue Greektown bezogen.
Ähnlich wie andere Greektowns wandelte sich das Viertel ab 1970 von einem ethnischen Wohnbezirk zu einem Ausgehviertel mit griechischen Restaurants und Spezialitätengeschäften. 2015 wurde zwecks künstlerischer Aufwertung die Skulptur „Nautilus“ von Suzanne Horwitz angekauft.

## Veranstaltungen
- Jährlich findet das Streetfood-Festival TASTE OF GREEKTOWN statt.
- Ein Heimspiel der Chicago Blackhawks wird mit Unterstützung der Greektown als Greek Heritage Night ausgetragen.

## Trivia
- In dem Restaurant Parthenon in der Greektown wurde der North American serving style des Saganaki erfunden.